# HD 125442
HD 125442 är en ensam stjärna belägen i den mellersta delen av stjärnbilden Vargen. Den har en skenbar magnitud av ca 4,78 och är svagt synlig för blotta ögat där ljusföroreningar ej förekommer. Baserat på parallax enligt Gaia Data Release 2 på ca 22,1 mas, beräknas den befinna sig på ett avstånd på ca 147 ljusår (ca 45 parsek) från solen.

## Egenskaper
HD 125442 är en vit till blå underjättestjärna av spektralklass F0 IV, som har förbrukat förrådet av väte i dess kärna och börjat utvecklas till en jättestjärna. Den har en massa som är ca 1,5 solmassor, en radie som är ca 3 solradier och har ca 19 gånger solens utstrålning av energi från dess fotosfär vid en effektiv temperatur av ca 7 300 K.